# David T. Abercrombie
Pour les articles homonymes, voir David Abercrombie et Abercrombie.
David T. Abercrombie, né le 6 juin 1867, mort le 29 août 1931, est l'un des créateurs d'Abercrombie & Fitch avec l'avocat Ezra Fitch.
D'origine écossaise, il se marie le 25 avril 1896 avec Lucy Abbot Cate ; ils ont 4 enfants : Elizabeth, Lucy, David, et Abbott.
Il créa sa société, Abercrombie Company, le 4 juin 1892. Le premier magasin est localisé au 36 South Street, New York. En 1904, la compagnie est renommée « Abercrombie & Fitch Co ».